# Wulf Kirsten
Wulf Kirsten (Klipphausen, Sajonia, Alemania, 21 de junio de 1934-Bad Berka, Turingia, Alemania, 14 de diciembre de 2022) fue un poeta, prosista y editor alemán.

## Vida
Hijo de un picapedrero, se formó como comerciante y trabajó como oficial encargado, obrero de la construcción y como contable; en 1960 aprobó el bachillerato (abitur) en la Arbeiter-und-Bauern-Fakultät de Leipzig. Entre 1960 y 1964 obtuvo en esa ciudad un título para ser profesor de alemán y ruso. Compaginó sus estudios con su labor como colaborador independiente del Wörterbuch der obersächsischen Mundarten, donde recopiló más de mil términos de su región. También en ese periodo realizó su primer intento serio de escribir, publicó en revistas literarias y en antologías.
Durante un breve periodo de tiempo tras su graduación trabajó como maestro, hasta que empezó en 1965 como lector de la editorial Aufbau-Verlag en Weimar, puesto que desempeñó hasta 1987. Solo o con colaboradores comentó e investigó numerosas obras.
Entre 1969 y 1970 estudió en el Deutsches Literaturinstitut Leipzig. Durante un curso especial de nueve meses conoció al poeta de Sajonia Heinz Czechowski, con el que entablaría amistad. Por esa época coincidió con Georg Maurer, que había influido a toda una generación de poetas de la República Democrática Alemana (RDA). Su estancia en Leipzig es uno de los motivos principales por los que se encuadra a Kirsten dentro de la Sächsische Dichterschule.
La mayor parte de su obra es poética, aunque escribe asimismo prosa. Entre 1968 y 1977 escribe la mayoría de su obra poética, y en 1984 aparece un tomo con dos textos en prosa. El volumen die erde bei Meißen reúne por orden cronológico una selección de sus poemas comprendidos entre 1961 y 1982; por esta antología recibió el premio Peter Huchel en 1987, y empezó a ser conocido como poeta por un público más amplio, también en la República Federal de Alemania. En ese año decidió ganarse la vida como escritor, aunque hacía igualmente labores de lector y de editor.
En los años 1989-1990 se comprometió con el Foro Nuevo. El 3 de octubre de 1991 recitó la laudatoria a Erich Kranz cuando fue nombrado ciudadano de honor de Weimar debido a sus méritos en la Revolución Pacífica durante Die Wende. El homenaje se celebró en el Deutsches Nationaltheater und Staatskapelle Weimar, a los pocos días del Día de la Unidad Alemana.
Sus libros se publicaron entre 1992 y 2010 en la prestigiosa editorial Ammann Verlag, y desde su cierre en S. Fischer Verlag. Desde los comienzos de la década de 1990 es considerado como uno de los escritores actuales más importantes y reconocidos, que ha recibido numerosos premios y que pertenece a muchas instituciones. Reside y trabaja en Weimar.

## Obra
En el epílogo de su primera gran antología poética, satzanfang (1970), Kirsten expuso en cuatro páginas su programa poético: «conseguir una penetración más profunda en la naturaleza, una objetividad dirigida a un discurso sensorialmente completo, una multiplicidad de niveles, con las referencias sociales e históricas en la imagen de la naturaleza», o brevemente, «contemplación social de la naturaleza».
Además de la poesía también cultiva la prosa. Ha escrito numerosos ensayos y textos especializados en el contexto de sus actividades como lector y editor, además de laudatorias, discursos de agradecimiento o textos poetológicos.
En el año 1981 se hizo un nombre entre los editores con la publicación de tres volúmenes de título Deutschsprachigen Erzählungen, en colaboración con Konrad Paul.

## Obras (selección)
| - Poesiealbum 4 (1968) - satzanfang. gedichte (1970) - Ziegelbrennersprache. Gedichte (1974) - der landgänger. Gedichte (1976) - Die Schlacht bei Kesselsdorf – Ein Bericht. Kleewunsch – Ein Kleinstadtbild (1984) - der bleibaum. gedichte (1977) - die erde bei Meißen. Gedichte (1987) - Winterfreuden. Zwei Prosatexte (1987) - Veilchenzeit. Gedichte (1989) - Stimmenschotter. Gedichte (1993) - Textur. Reden und Aufsätze (1998) - Wettersturz. Gedichte (1999) - Die Prinzessinnen im Krautgarten. Eine Dorfkindheit (2000) | - Zwischen Standort und Blickfeld. Gedichte und Paraphrasen (2001) - Der Berg über der Stadt. Zwischen Goethe und Buchenwald (2003) - Erdlebenbilder. Gedichte aus fünfzig Jahren. 1954--2004 (2004) - Steinmetzgarten. Das Uhrmacherhaus. Zwei Erzählungen (2004) - Brückengang. Reden und Essays (2009) - Graviers (choix de poèmes) (2009) - fliehende ansicht. Gedichte (2012) - was ich noch sagen wollte. Neue Gedichte (2014) - images filantes (poèmes) (2014) |
| | |

## Edición (selección)
| - Don Juan überm Sund. Liebesgedichte (1975) - Vor meinen Augen, hinter sieben Bergen. Gedichte vom Reisen. Eine Anthologie (1977) - Deutschsprachige Erzählungen 1900-1945 (1981) - Haringer, Jakob: In die Dämmerung gesungen. Ausgewählte Gedichte (1982) - Das Rendezvous im Zoo. Liebesgeschichten (1984) - Die eigene Stimme. Lyrik der DDR (1988) - Czechowski, Heinz: Auf eine im Feuer versunkene Stadt. Gedichte und Prosa 1958-1988 (1990) - Eintragung ins Grundbuch. Thüringen im Gedicht; eine Auswahl (1996) - Gerlach, Harald: Fortgesetzte Landnahme. Fußnoten zum Zeitgeist (1997) - Spaniel, Thomas: deutsche vexierbilder. Gedichte (1997) - Lucke, Hans: Jud Goethe. Roman (1997) - Klässner, Bärbel: Nahe dem wortwendekreis. Gedichte und andere Texte (1997) - Monk, Radjo: König im wüsten Land. Wahnfried Jokers Chronik 1959-1995 (1998) - Müller, Armin: Klangholz. Kalendergeschichten (1998) - Lüdde, Johanna: Fremde Ebenbilder. Gedichte (1998) | - Der aussätzige Mai. Der Expressionist A. Rudolf Leinert (1898-1969). Ein Porträt (1999) - Biskupek, Matthias: Die geborene Heimat. Spöttische Lobreden (1999) - Schirneck, Hubert: Der Tag, an dem mich Gregor Samsa besuchte und andere unglaubliche Begebenheiten (1999) - Tritschel, Tom: engel und meier. Gedichte 1984-1998 (1999) - Wandern über dem Abgrund. Jakob van Hoddis nachgegangen. Eine Hommage (1999) - Eisenhuth, Christoph: Die Gewichte der Sonnenuhr. Gedichte (2001) - Haak, Wolfgang: Lebensumwege. Prosastücke in Kurzfassung (2001) - Kraft, Gisela: Rundgesang am Neujahrsmorgen. Eine Familienchronik (2001) - Stimmen aus Buchenwald. Ein Lesebuch (2002) - Schloss, Karl: Die Blumen werden in Rauch aufgehn. Ausgewählte Gedichte und Briefe (2003) - Umkränzt von grünen Hügeln ... Thüringen im Gedicht (2004) - Beständig ist das leicht Verletzliche (2010) - Der gefesselte Wald. Gedichte aus Buchenwald (2013) |
| | |

## Reconocimientos
- Förderungspreis Literatur der Akademie der Künste Berlin (1971)
- Premio Louis Fürnberg (1972)
- Medalla Jiri Wolker (1975)
- Literatur- und Kunstpreis der Stadt Weimar (1983)
- Medalla Johannes R. Becher (1985)
- Premio Peter Huchel (1987)
- Premio Heinrich Mann (1989)[6]
- Evangelischer Buchpreis (1990)
- Stadtschreiber Salzburg (1993)
- Elisabeth-Langgässer-Literaturpreis (1994)
- Fedor-Malchow-Lyrikpreis (1994)
- Premio Erwin Strittmatter (1994)
- Premio Weimar (1994)
- Beca Calwer Hermann Hesse (1996 )
- Deutscher Sprachpreis de la Henning-Kaufmann-Stiftung zur Pflege der Reinheit der deutschen Sprache (1997)
- Beca de Künstlerhauses Edenkoben (1998)
- Stadtschreiber von Bergen (1999)
- Dresdner Stadtschreiber (1999)
- Horst-Bienek-Preis für Lyrik de la Bayerische Akademie der Schönen Künste (1999)
- Premio Marie Luise Kaschnitz (2000)
- Schiller-Ring de la Deutsche Schillerstiftung (2002)
- Doctor honoris causa por la Universidad de Jena (2003)
- Eichendorff-Literaturpreis (2004)
- Literaturpreis der Konrad-Adenauer-Stiftung (2005)
- Premio Joseph Breitbach (2006)
- Premio Walter Bauer (2006)
- Premio Christian Wagner (2008)
- Premio Joachim Ringelnatz (2010)

## Membresías
- Academia Alemana de la Lengua y la Poesía
- Academia de las Artes de Berlín
- Akademie der Wissenschaften und der Literatur Mainz
- Freie Akademie der Künste zu Leipzig
- PEN-Zentrum Deutschland
- Literarische Gesellschaft Thüringen e.V. Sitz Weimar
- Gesellschaft Anna Amalia Bibliothek e.V.